# Downtown Vancouver
Downtown Vancouver désigne la portion sud-est de la péninsule Burrard, dans le centre-nord de Vancouver en Colombie-Britannique, au Canada. Il s'agit du centre-ville qui inclut le quartier d'affaires, des galeries d'art, des commerces, des lieux de divertissements et des infrastructures sportives.